# Héctor Velarde Bergmann
Héctor Ángel Velarde Bergmann (Lima, 14 de mayo de 1898 – Lima, 1989) fue un arquitecto y escritor peruano.

## Biografía
Héctor Velarde Bergmann fue hijo del diplomático Hernán Velarde Diez-Canseco y de Isabel Bergmann Cavenecia. Realizó sus estudios escolares en el Instituto de Lima, Perú; el Colegio San Vicente de Paúl, de Petrópolis, Brasil; y en la École Lémania, de Lausana, Suiza. Siguió sus estudios superiores en la École Spéciale des Travaux Publics, graduándose como ingeniero arquitecto en 1919. Luego siguió estudios de postgrado en arquitectura bajo la asesoría de Victor Laloux, catedrático principal del atelier de Louis-Jules André de la Escuela de Bellas Artes de París.
Desde 1920 hasta 1922 realizó planos de regiones devastadas por la Primera Guerra Mundial, en el norte de Francia, y trabajó para la firma de Jacques Debat-Ponsan. En 1922 se trasladó a Buenos Aires, donde se dedicó a la actividad diplomática como adjunto civil de la delegación peruana, y en 1927 a Washington D. C. como segundo secretario.
En 1927, se casó en París con Leonor Ortiz de Zevallos, con quien tuvo dos hijas.
En 1928 regresa a Lima, retomando su vida profesional como arquitecto, incorporándose además a la vida académica y de escritor.

## Vida Académica
En 1928 inició como profesor de Historia del Arte en la  Escuela de Bellas Artes del Perú. En 1932 amplía su enseñanza con el curso de Historia de la Arquitectura y Geometría Descriptiva en la Escuela Nacional de Ingenieros, actual  Universidad Nacional de Ingeniería (permaneciendo en ella como profesor titular), en la Escuela Militar de Chorrillos y en la Pontificia Universidad Católica del Perú.
Desde los inicios de su carrera docente Velarde quiso ofrecer a los estudiantes los medios más apropiados para una formación, publicando una serie de textos relativos a los cursos que dictaba, como Nociones y elementos de Arquitectura (Escuela de Oficiales del Perú, 1933), La Arquitectura en Veinte Lecciones (Buenos Aires, 1937), Arquitectura Peruana (Fondo de Cultura de México, 1943), o Geometría Descriptiva (Lima, 1949). Asimismo, fue escritor de cuentos, novelas, ensayos y poemas que se pueden encontrar en las principales bibliotecas peruanas.
Su obra literaria está influida por la narrativa modernista de la época. Así encontramos sus ideas sobre el arte en general, contadas principalmente con humor, dando cuenta de la idiosincrasia popular limeña.

## Vida profesional
En los primeros años de su retorno al Perú y hasta mediados de la década del 30, Velarde consolida su posición profesional y su ideario acerca de la arquitectura, con una serie de proyectos, principalmente viviendas. En estas obras Velarde pone de manifiesto su conocimiento de las propuestas formales más recientes de la arquitectura contemporánea, su pasión por la tradición local, y su continua referencia a la realidad constructiva –producto de una formación académica con énfasis en edificación- que le permitirá superar debates estéticos puramente abstractos sin una referencia concreta de tiempo o lugar.
Son de este periodo una serie de proyectos de residencias unifamiliares que se desarrollan con precisión y destreza hasta en tres lenguajes formales distintos, que no son exclusivos ni excluyentes entre sí, y cuya elección responde más bien a la pertinencia del momento y del lugar. Son estos lenguajes; el académico-clasicista, propio de la influencia de la Escuela de Bellas Artes de París y que era requerido para la arquitectura institucional y por un sector de la burguesía limeña como la residencia Haaker (San Isidro, 1930); el lenguaje más bien racionalista y moderno, solicitado por un sector más de avanzada de la sociedad de Lima el caso del grupo de casas en Miraflores; o una propuesta de arquitectura de influencia local, que devendrá en el llamado estilo neocolonial, y que será reclamado por otro sector de la burguesía de Lima como la casa Aubry en Lima y algunas obras institucionales en Perú.
De los primeros años de 1930 son algunos proyectos significativos en lenguaje más bien académico-clasicista, como la residencia del señor Ernesto Lajara, de cuidado lenguaje académico, y posteriormente la casa Gibon (1940). En ellos, como en el proyecto de la residencia Haaker se revela Velarde como un arquitecto que domina de modo magistral el lenguaje clásico de la arquitectura: composiciones basadas en basamento, cuerpo y remate, uso correctísimo de órdenes y proporciones, recurrencia a la simetría, todo ello a través de la influencia francesa propia del medio donde se formó. Dobles alturas, amplias escaleras, luminosos ventanales son algunas de las características de una arquitectura erudita donde refleja un refinado gusto, un conocimiento de los motivos históricos y un magistral dominio de la tarea de proyectar.
En la propuesta para el concurso del Faro de Colón en Santo Domingo, República Dominicana, Velarde presenta también una impecable muestra de manejo formal académico, que recuerda las imágenes de los arquitectos visionarios del siglo XVIII como Boullé y Ledoux.

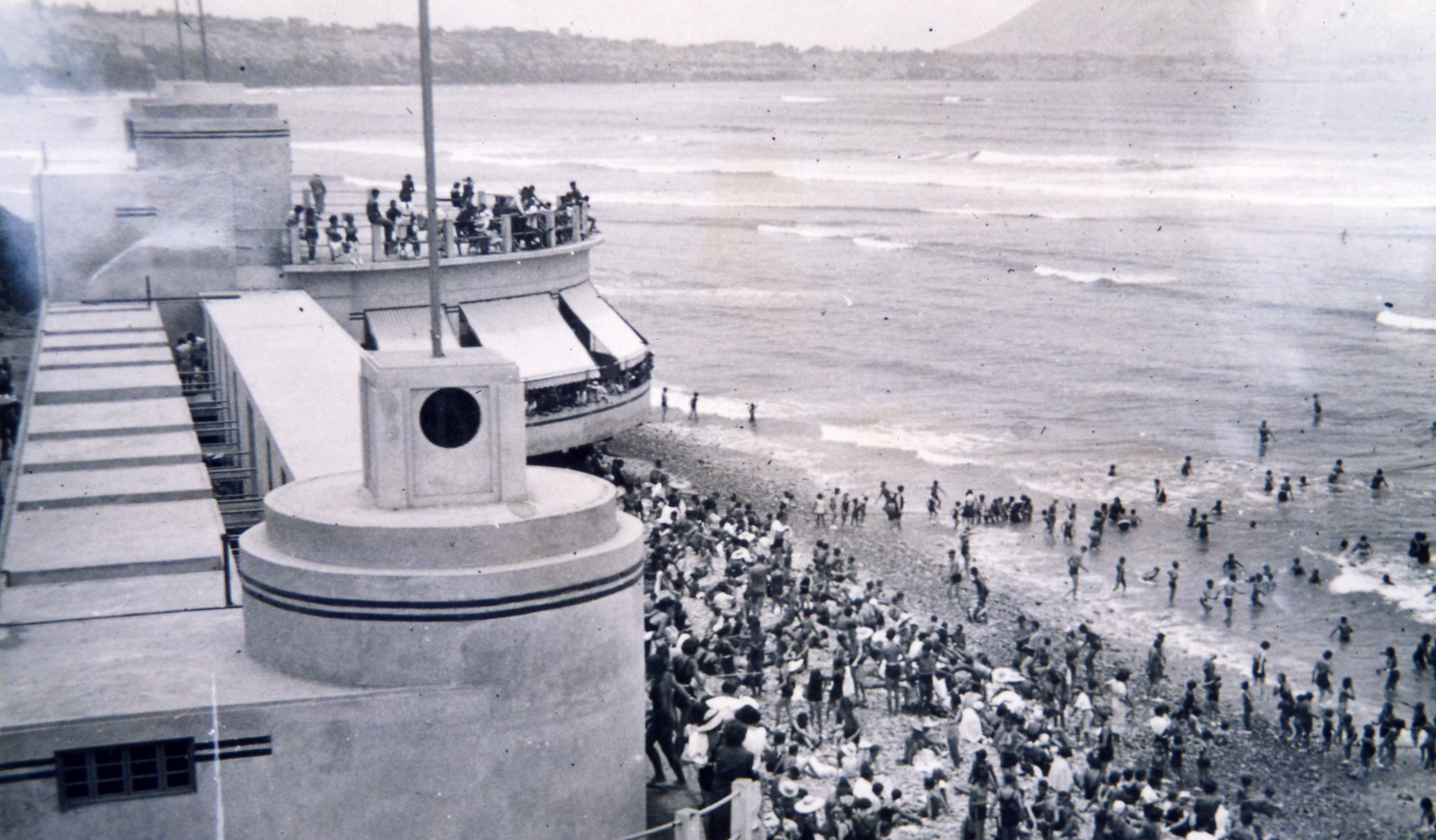
Los Baños de Miraflores.

Pero es también de la década de los treinta, una obra que, más bien emparentada con las nuevas propuestas racionalistas de la arquitectura, puede ser considerada un clásico de la producción de Velarde, y que marca un hito en la historia de la arquitectura peruana, los baños de Miraflores, de los años 1934-1935. Poco tiempo después de los baños de Miraflores, entre 1935 y 1940, proyecta Velarde el Club de Regatas Lima de Chorrillos, donde las referencias a las construcciones navales van más allá de simples evocaciones para convertirse en elementos fuertemente alusivos.
Una obra singular de este periodo es la casa Ulloa, en el balneario de La Punta (Callao, 1936) con elementos propios del llamado estilo buque (formas curvas, volados, barandas metálicas) de una clara influencia de algunas propuestas de la modernidad en torno a los años 30 en Francia, como es el caso de la obra de Mallet Stevens.
En esta línea más bien racionalista se encuentran obras posteriores, como el edificio Reiser y Curioni (1941) en el Centro Histórico de Lima, o el Hospital de Tuberculosos de Bravo Chico (1943-1950), ambas obras con una componente compositiva clásica.
Producto de las corrientes nacionalistas en la primera mitad del siglo XX, y con un claro interés por valorar lo local estableciendo una continuidad entre la modernidad y lo existente, Velarde desarrolla una fructífera labor en la vertiente neocolonial, y en ciertos casos en las variantes que surgirían próximas a él como el denominado “neoperuano”. Son numerosos los proyectos desarrollados con esta propuesta, ya sea solo o en sociedad con otros profesionales, y que van desde grandes obras institucionales o de carácter representativo, hasta viviendas unifamiliares en zonas residenciales de Lima. Entre ellas mencionamos el proyecto para la Universidad Mayor de San Agustín en Arequipa (1936-1940), el Museo de Antropología en Pueblo Libre (1935-1940), su participación en el Monumento a Fermín Tangüis (1938) y el proyecto para la nueva Basílica de Santa Rosa en Lima (1939), ambos a cargo de Manuel Piqueras Cotolí, la Nunciatura Apostólica (1940-1942) donde trabajó con Paul Linder, el Hotel Mossone en Huacachina (1942), la capilla del Seminario de Santo Toribio (1948) así como una serie de residencias unifamiliares principalmente en los distritos de San Isidro y Magdalena. Muchos de estos proyectos fueron en su momento publicados y difundidos en El Arquitecto Peruano, así como las ideas que nutrían esta propuesta.
Luego del terremoto de 1940 que afectó fuertemente a la ciudad de Lima, Velarde colaborará con Rafael Marquina, quien estaba a cargo del Consejo Nacional de Restauración y Conservación de Monumentos Arquitectónicos.
Es así como en la primera mitad de los cuarenta Velarde trabaja en la restauración y conservación de diversos monumentos de Lima, tarea que continuará desarrollando, con innegable cuidado y acierto, a lo largo de su vida. Numerosas edificaciones en Lima deben su conservación, restauración y/o adaptación a nuevos usos a la intervención del arquitecto Velarde. Es el caso de las obras de restauración que realizó en el local de Instituto Riva-Agüero en el Jirón Camaná, la restauración de la iglesia de San Pedro –de la Compañía de Jesús- en el Jirón Azángaro, y la restauración de la Plaza de Acho, en colaboración con el arquitecto Luis Ortiz de Zevallos y otros profesionales.
De la década de 1950, son las restauraciones del Convento de las Monjas del Patrocinio, la restauración del balcón y el local en la Plazuela de Santo Domingo, la restauración de los interiores de la Escuela de Bellas Artes de Lima, con Manuel Ugarte Eléspuru y el arquitecto Carlos de Martis, la restauración del teatro Segura, y la del local del Museo Taurino.
Muy posterior es la sede del Banco Continental (1953), también en el centro de Lima, donde propone una fachada que, aún más abstracta que en el caso del edificio Reiser y Curioni, no deja de remitir a los ritmos de las composiciones clásicas de columnas e intercolumnios, y, aunque no están realmente definidos, remates con entablamentos.
En la década de 1960, Velarde restaura la Casa Oquendo (actualmente más conocida como Casa de Osambela), el Convento e Iglesia de las Nazarenas, la sala Alcedo, la casa de Pilatos (en el jirón Ancash), participa en la restauración del Museo de Arte (junto a otros profesionales) y en 1971 restaura la casa Negreiros.
A lo largo de su carrera Velarde tendrá una serie de encargos, principalmente residencias, que se complementan con la producción de proyectos para edificios institucionales y de carácter representativo, entre ellos los locales universitarios (juntamente con otros arquitectos) de la sede de la nueva Universidad de Lima, en Monterrico (1966).

## Obras

### No ficcional
- Arquitectura Peruana (Fondo de Cultura Económica, México, 1946).
- Dos aspectos originales de la arquitectura del Perú
- Nuestra arquitectura
- Materialismo histérico y otros apuntes contemporáneos
- Lima, techo y lluvia.
- Itinerarios de Lima.

### Ficcional
- De París a Buenos Aires. 1922
- En Passant. Lima, 1924
- Kikiff. Lima: Garcilaso, 1924
- Tumbos de Lógica. París: Editorial Imp. Unión, 1928
- Yo quiero ser filósofo. Lima: Impr. Torres Aguirre, 1932
- Lima en picada. 1946
- El hombre que perdió el tacto: y otras cosas por el estilo. Buenos Aires: Orientación Cultural, 1947
- La cortina de lara. Lima: Huascarán, 1950
- ¡Oh los gringos!, 1956
- El diablo y la técnica. Buenos Aires: Embajada Cultural Peruana, 1958
- La perra en el satélite. Lima: Ediciones Populares, 1958
- Lima City. Lima: Editorial Universitaria, 1959
- Yo fui su alarife mayor. Lima: 1962
- Humorismo y propulsión a chorro. Lima: Casa de la Cultura del Perú, 1964
- El mundo del Supermarket. Lima: Populibros peruanos, 1964
- Antología Humorística. Lima, Serie Biblioteca Peruana, Ediciones PEISA, 1973

### Arquitectura
- Hotel Maury
- Banco Continental
- Nunciatura Apostólica de Lima
- Club Regatas de Chorrillos
- Santuario y Monasterio de Las Nazarenas
- Capilla del Seminario de Santo Toribio